# Dan Karpenchuk
Dan Karpenchuk ist ein kanadischer Theater- und Filmschauspieler.

## Leben
Erste Fernsehmitwirkungen hatte Karpenchuk 2005 in einer Episode der Fernsehserie F2: Forensic Factor. Im Folgejahr war er als Episodendarsteller in Masterminds zu sehen. Drei Jahre später gab er sein Spielfilmdebüt in The Beginning of a Rise. Er wirkte in darauf folgender Zeit außerdem in einzelnen Episoden der Fernsehserien Mayday – Alarm im Cockpit, Murdoch Mysteries – Auf den Spuren mysteriöser Mordfälle und Taken – Die Zeit ist dein Feind mit. 2018 wirkte er am Kurzfilm Valentine’s Day als Hauptdarsteller mit, der unter anderen auf dem Newmarket National 10 Minute Play Festival gezeigt wurde. Im selben Jahr spielte er die größere Rolle des Howard Carlisle im Fernsehfilm Autumn Stables. 2019 erhielt er eine Rollenbesetzung als Frank im Fernsehfilm Home for Harvest. Eine Nebenrolle stellte er im selben Jahr im Fernsehfilm A Very Corgi Christmas dar. 2024 spielte er die Rolle des Sheriff Long im Katastrophenfernsehfilm Super Icyclone.
Als Theaterdarsteller wirkte er in mehreren Stücken des Rose Theatre in Brampton mit und wirkte unabhängig davon in mehreren von William Shakespeare geschriebene Dramen wie Othello, Ein Sommernachtstraum, Macbeth und Der Widerspenstigen Zähmung mit.

## Filmografie (Auswahl)
- 2005: F2: Forensic Factor (Fernsehserie, Episode 3x04)
- 2006: Masterminds (Fernsehserie, Episode 3x11)
- 2009: The Beginning of a Rise
- 2013: Mayday – Alarm im Cockpit (Mayday, Fernsehserie, Episode 12x10)
- 2013: AKP: Job 27
- 2014: Murdoch Mysteries – Auf den Spuren mysteriöser Mordfälle (Murdoch Mysteries, Fernsehserie, Episode 8x03)
- 2017: Taken – Die Zeit ist dein Feind (Taken, Fernsehserie, Episode 1x05)
- 2018: Autumn Stables (Fernsehfilm)
- 2018: Valentine’s Day (Kurzfilm)
- 2019: Home for Harvest (Fernsehfilm)
- 2019: A Very Corgi Christmas (Fernsehfilm)
- 2022: Sappy Holiday (Fernsehfilm)
- 2023: Our Christmas Wedding (Fernsehfilm)
- 2024: Super Icyclone (Fernsehfilm)

## Theater (Auswahl)
- Sleuth, Rose Theatre
- Drawer Boy, Rose Theatre
- Die zwölf Geschworenen, Rose Theatre
- Othello
- Ein Sommernachtstraum (A Midsommer nights dreame)
- Viel Lärm um nichts (Much adoe about Nothing)
- Das Tagebuch der Anne Frank (The Diary of Anne Frank)
- Macbeth
- Wie es euch gefällt (As you Like it)
- Der Widerspenstigen Zähmung (The Taming of the Shrew)
- Ende gut, alles gut (All’s Well, that Ends Well)
- Elizabeth Rex
- Rosenkranz & Güldenstern